# Onthophagus sideki
Onthophagus sideki là một loài bọ cánh cứng trong họ Bọ hung (Scarabaeidae).